# Traktat o miłosierdziu chrześcijańskim
Traktat o miłosierdziu chrześcijańskim (fr. Traitè de la charité chréstienne) – francuskojęzyczny rękopis iluminowany autorstwa Nicolasa Houëla (1520–1587). Rękopis należy do kolekcji księżnej Izabeli Czartoryskiej.

## Opis manuskryptu
Rękopis powstał z inicjatywy Nicolasa Houëla i był dedykowany królowi Francji Henrykowi III Walezemu. Houël był zamożnym paryskim mieszczaninem, farmaceutą, literatem i filantropem. Był założycielem instytucji charytatywnej – fundacji „Domu Miłosierdzia” na przedmieściach Paryża, w Saint-Marcel. Składała się z domu dla sierot, kaplicy, szpitala, apteki i ogrodu. Opiekę nad fundacją mieli sprawować król Henryk III, królowa Ludwika Lotaryńska oraz wysoko postawione osobistości dworu królewskiego. Ufundowany przez Houëla rękopis zawiera teksty dewocyjne i literackie związane z ideą miłosierdzia chrześcijańskiego oraz nawiązuje do fundacji i jej opiekunów. Akt oddania fundacji pod opiekę królewską został ukazany na karcie 37. Tekst na każdej karcie ujęty jest w bordiurę, przeważnie w formie złotej wstęgi różnej szerokości. Skrybą, który sporządził manuskrypt, był paryżanin włoskiego pochodzenia, Camillo Spanocchi. Traktat został oprawiony w jasnobrunatną skórę tłoczoną złotem à la fanfare.

## Iluminacje
W rękopisie przedstawiono cykl dwudziestu całostronicowych miniatur, u góry których znajduje się dewiza SCOPUS VITAE CHRISTUS („Celem życia Chrystus”). Ich alegoryczna kompozycja skupia się wokół Chrystusa jako wcielenia Miłosierdzia oraz personifikacja cnot Miłosierdzia, wyobrażenia aktów miłosierdzia wywiedzionych z kart Ewangelii, np. przypowieść o bogaczu i Łazarzu, i o miłosiernym Samarytaninie. Miniatury przedstawiają również sceny z działalności fundacji, w których uczestniczy jej założyciel oraz para królewska, dostojnicy duchowni i świeccy. Styl wykonania miniatur bardzo bliski jest temu z paryskiej szkoły malarstwa książkowego z trzeciego ćwierćwiecza XVI wieku i nawiązuje do prac Mistrza Godzinek Claude'a Gouffiera. Jak zauważa Barbara Miodońska: 

Wielofigurowe kompozycje usytuowane w przestrzeni krajobrazu i renesansowej, klasycyzującej architekturze cechuje równowaga, symetria układów i chłód emocjonalny, a zarazem mocne osadzenie w realiach obyczajowych epoki.

 Według Marii Jarosławieckiej-Gasiorowskiej autorem iluminacji mógł być autor miniatur z modlitewnika dla króla Henryka II, znajdującego się obecnie w zbiorach paryskiej Biblioteki Narodowej. Mógł to być Antoine Caron (1520-1592), który pracował dla Houela przy kartonach do gobelinów lub François Quesnel, autor portretów Ludwiki Lotaryńskiej i Katarzyny Medycejskiej.

### Spis i opis iluminacji[4]
- Karta tytułowa – trzystrefowa kompozycja: część środkowa ma kształt tablicy, na której umieszczono pełny tytuł; po jej bokach umieszczone zostały pełnowymiarowe wizerunki aniołów trzymających chrześcijańskie emblematy. U góry artysta umieścił Trójcę Świętą w glorii. Pod tablicą znajduje się Charitas i oddani pod jej opiekę potrzebujący.
- Str. 29 – frontyspis na którym, pod koroną, widnieje herb króla Henryka III złożony z tarczy herbowej królestwa francuskiego oraz tarczy z herbami Polski i Litwy. Pod tarczami znajduje się inicjał króla. Wszystko otoczone jest dwoma łańcuchami rycerskiego Zakonu Św. Michała Archanioła i Orderu Św. Ducha. Karta, w obramieniu błękitnej bordiury, ozdobiona jest złotymi gałązkami i monogramami króla pod koroną.
- Str. 31 – miniatura ukazująca w formie alegorycznej ideę domu miłosierdzia.
- Str. 37 – miniatura przedstawiająca otwartą salę kolumnową, pośrodku której siedzi na tronie Henryk III w koronie i stroju ceremonialnym, z berłem i laska sprawiedliwości w rękach. Przed nim stoi Houël trzymający model domu miłosierdzia, prosząc go o protekcję. Po obu stronach monarchy sportretowany został dwór królewski, m.in.: siedząca po lewej stronie króla jego żona Ludwika Lotaryńska oraz matka Katarzyna Medycejska i Karol d'Anjou. Na pierwszym planie zgromadzeni zostali biedni i kalecy, dla których ma być założony dom miłosierdzia. W tle za oknami widoczny jest szeroki krajobraz. Miniatura umieszczona została w obramieniu imitującym drewno, z festonami z liści i owoców, monogramem Houëla i dewizą.
- Str. 41 – iluminacja otoczona obramieniem imitującym ramę drewnianą z liśćmi ostrokrzewu i stałymi dewizami, przedstawiająca adoracje świątyni poświęconej miłosierdziu przez wysokie duchowieństwo i rodzinę królewską.
- Str. 45 – miniatura ukazująca biuro założonego przez Houëla Domu Miłosierdzia. Po prawej stronie widoczni są członkowie zarządu podczas narady, przy stole siedzi prawdopodobnie sam Houël, który przyjmuje darczyńców tłumnie stojących u drzwi po lewej stronie. Po prawej stronie u dołu widoczni są trzej chłopcy, pensjonariusze domu sierot, rejestrujący w księgach wielkość datków[1].
- Str. 49 – miniatura przedstawiająca scenę alegoryczną: król i królowa klęczą na ziemi, za nim ukazano tłum biedaków, a po prawej duchowieństwo. Obramowanie jest podobne do tego ze strony 41.
- Str. 53 – miniatura otoczona obramieniem imitującym ramę drewnianą z dewizami, liśćmi ostrokrzewu oraz z rzeźbionymi główkami i owocami, ze sceną alegoryczną: Charitas wyciągająca biednych z otchłani nędzy.
- Str. 57 – miniatura w ramie ze zwykłymi dewizami i monogramem z alegorycznym przedstawieniem miłości.
- Str. 61 – miniatura ukazująca w alegoryczny sposób Charitas otwierającą bramy niebios.
- Str. 65 – miniatura przedstawiająca scenę, w której Houël klęczy w adoracji u stóp krzyża.
- Str. 69 – miniatura ukazująca wnętrze apteki w domu miłosierdzia. Na pierwszym planie widoczny jest siedzący mężczyzna za biurkiem, prawdopodobnie sam Houël, czytający w otwartej księdze. Obok niego stoi anioł wskazujący na postacie w niebieskich szatach, ukazane w głębi sceny, za parzystymi kolumnami. Chłopcy ci są wychowankami domu miłosierdzia i przygotowują lekarstwa; za jednym ze stołów stoi aptekarz. Po lewej stronie stoją biedni, którzy przyszli po leki. Medykament przekazuje im jeden z wychowanków.
- Str. 73 – miniatura przedstawiająca scenę rozgrywająca się przy portyku kolumnowego: dobroczyńca wręcza chleb i napój biedakowi, za którym stoi Chrystus. Na drugim planie widoczna jest scena ratowania płonącego domu. Miniatura umieszczona została w obramieniu z motywem głowy lwa i pierścieniem, na którym zawieszony jest na wstędze pęk owoców i monogram Houëla; u góry i dołu znajdują się dewizy.
- Str. 77 – miniatura przedstawiająca historię miłosiernego Samarytanina; w tle ukazany został wieloplanowy krajobraz z elementami architektonicznymi.
- Str. 81 – miniatura przedstawiająca scenę poświęcenia kamienia węgielnego kaplicy. Na pierwszym planie, na planie przyszłej kaplicy, w dole widoczny jest kamień a przy nim biorący udział w ceremonii król Henryk III, królowa Ludwika i matka Katarzyna Medycejska oraz grupa dworzan. Na drugim planie, w pagórkowatym krajobrazie widoczne są dwie szopy, w których pracują kamieniarze przy obróbce bloków.
- Str. 85 – miniatura podzielona na dwie strefy, w dwóch obramieniach połączonych ze sobą, na których znajdują się motywy liści ostrokrzewu i monogramy. W dolnej części znajduje się kilka scen przedstawiających nawiedzenie chorych i pomoc więźniom; w górnej części jest Sąd Ostateczny.
- Str. 89 – dwie sceny ujęte w formie obrazu, odnoszące się do paraboli o dobrym i złym bogaczu.
- Str. 93 – miniatura przedstawiająca mistyczną fontannę. Iluminacja umieszczona jest w obramowaniu w kształcie prostokątnego pasa, na którym znajdują się dewizy, po bokach na wiszącej wstędze wisi medalion z monogramem Houëla i pęk liści i owoców.
- Str. 97 – miniatura przedstawiająca stojącego na wzgórzu filantropa wraz ze stojącym plecami do widza majstrem objaśniającym plany budowy. Na dalszych planach widoczni są pracownicy: murarze i kamieniarze; następnie dźwig, którego koło obraca ręcznie dwóch mężczyzn. Iluminacja otoczona jest ramą z liśćmi ostrokrzewu, na których znajdują się tabliczki z dewizami i z monogramem N.H.
- Str. 101 – ukazane zostało nabożeństwo w kaplicy w domu miłosierdzia.
- Str. 105 – miniatura ukazująca alegoryczną scenę ukoronowania Charitas, kroczącej po ciele złego króla obok również powalonego złego bogacza i innych osób.

Miniatury malowane są gwaszem i złotem. Każda miniatura jest bardzo dobrze zachowana z wyjątkiem miniatury na stronie 29. Artysta wykorzystał tu głównie barwy błękitu, amarantu, bieli i czerni. Jak opisuje iluminacje Maria Gąsiorowska: 

Efekty kolorystyczne są wyszukane, pełne finezji, bardzo umiejętnie jest przeprowadzone stopniowanie barwne przedstawień w głębi. Modelunek postaci ludzkich, architektury itp. jest bardzo staranny, artysta z zamiłowaniem wykończa szczegóły np. szat, bez gubienia się jednak w drobiazgach. Modelunek twarzy wykazuje umiejętności portretowe artysty, który lubi też przedstawiać piękne ręce, nadając im nieco wyszukane pozy. Postacie są wysmukłe, o małych głowach, pełne elegancji, lecz raczej słabe w wyrazie.